# 第二霍滕
50°12′36″N 26°30′37″E / 50.21000°N 26.51028°E
第二霍滕（羅馬化：Khoten Druhyi）是烏克蘭西部的村莊，隸屬赫梅利尼茨基州的舍佩蒂夫卡區。該村距離伊賈斯拉夫29公里，面積0.77平方公里，海拔高度211米，2001年人口102。